# Helen Badgley
Helen Badgley est une actrice américaine née le 1er décembre 1908 à Saratoga Springs dans l'État de New York aux États-Unis et morte le 25 octobre 1977 à Phoenix (États-Unis).

## Filmographie
- 1911 : Brother Bob's Baby : L'enfant
- 1912 : The Guilty Baby : L'enfant coupable
- 1912 : My Baby's Voice de Lucius Henderson : L'enfant
- 1912 : The Baby Bride de Lucius Henderson : The Baby Bride
- 1912 : Dottie's New Doll de Lucius Henderson : Dottie's New Doll
- 1912 : Baby Hands (en) : L'enfant
- 1912 : Big Sister : L'enfant
- 1912 : When Mercy Tempers Justice
- 1912 : In a Garden : Un enfant visitant le jardin
- 1912 : The County's Prize Baby : Le bébé primé
- 1912 : Cross Your Heart
- 1912 : The Forest Rose de Theodore Marston
- 1912 : The Repeater : La petite fille du réformateur
- 1913 : The Tiniest of Stars : The Little Girl
- 1913 : Just a Shabby Doll : The Daughter
- 1913 : The Girl of the Cabaret
- 1913 : The Twins and the Other Girl
- 1913 : The Children's Hour d'Eugene Moore (it)
- 1913 : Baby's Joy Ride
- 1913 : A Clothes-Line Quarrel
- 1913 : Lawyer, Dog and Baby
- 1913 : Jack and the Beanstalk
- 1913 : His Father's Wife
- 1913 : An Amateur Animal Trainer
- 1914 : Frou Frou : Georges, Frou Frou's son
- 1914 : Their Golden Wedding
- 1914 : Coals of Fire
- 1914 : Turkey Trot Town
- 1914 : Her Love Letters
- 1914 : The Power of the Mind
- 1914 : The Success of Selfishness
- 1914 : The Dancer
- 1914 : Repentance
- 1914 : The Tin Soldier and the Dolls
- 1914 : The Musician's Daughter
- 1914 : Was She Right in Forgiving Him?
- 1914 : For Her Child
- 1914 : The Widow's Mite
- 1914 : Deborah : Anna's Child
- 1914 : A Gentleman for a Day
- 1914 : The Butterfly Bug
- 1914 : Little Mischief
- 1914 : A Dog's Love : Baby Helen
- 1914 : The Benevolence of Conductor 786
- 1914 : Zudora d'Howell Hansel (it)
- 1914 : A Messenger of Gladness
- 1914 : Mrs. Van Ruyter's Stratagem
- 1914 : The Barrier of Flames
- 1915 : Helen Intervenes
- 1915 : His Sister's Kiddies
- 1915 : Joe Harkin's Ward
- 1915 : The Cycle of Hatred
- 1915 : Just Kids
- 1915 : Big Brother Bill
- 1915 : The Three Roses
- 1915 : The Baby Benefactor
- 1915 : The Six-Cent Loaf
- 1915 : Bud Blossom
- 1915 : The Two Cent Mystery
- 1915 : Which Shall It Be?
- 1915 : Tracked Through the Snow
- 1915 : Mercy on a Crutch
- 1915 : Milestones of Life : Pauline Avon, as a child
- 1915 : The Game
- 1915 : Helen's Babies
- 1915 : The Price of Her Silence : The daughter
- 1915 : The Mystery of Eagle's Cliff
- 1915 : The Spirit of Audubon
- 1915 : In Baby's Garden
- 1915 : The Baby and the Boss : Helen, the Baby
- 1915 : His Vocation : Eulalie, Beata's little sister
- 1915 : His Majesty, the King
- 1916 : The Stolen Triumph : Little Alice
- 1917 : A Modern Monte Cristo : Virginia Deane, age 6
- 1917 : Pots-and-Pans Peggy : Peggy's Sister
- 1917 : When Love Was Blind
- 1917 : The Candy Girl : Nell's Little Sister
- 1917 : The Fires of Youth : Billy
- 1917 : The Heart of Ezra Greer : The Poor Little Girl